# Мизиано, Гуальтиеро Франческович
Гуальтие́ро (Гуальтье́ро) Франче́скович Мизиа́но (в семье называли его Вальтер; итал. Gualtiero Misiano; 1920, Неаполь, Кампания, Италия — 1980, Солнечногорск, Московская область, СССР) — советский певец итальянского происхождения, переводчик, преподаватель итальянского языка. Сын итальянского революционера-коммуниста антифашиста Франческо Мизиано и Марии Анджеловны Конти. Известен как исполнитель итальянских и неаполитанских песен в СССР в 1950–1970-е годы.

## Биография
Гуальтиеро Мизиано родился в 1920 году в Италии в городе Неаполь, в семье активного деятеля итальянского и международного рабочего движения Франческо Мизиано. Его мать, Мария Конти, учительница, разделяла с мужем все тяготы жизни профессионального революционера. Во время беременности Мария пережила сильнейший стресс, связанный с преследованием мужа фашистами, в результате чего сын родился с тяжёлым физическим недугом: у него были парализованы ноги и ограничена подвижность рук.
В январе 1924 года Франческо Мизиано с женой и дочерьми Каролиной (1913—1994) и Орнеллой (1915—1998) переехали в СССР и обосновались в Москве, однако маленький Вальтер, так его называли в семье, остался жить в Неаполе с бабушкой и семьёй дяди. Только летом 1940 года, уже после смерти отца, после долгих усилий, его удалось перевезти в Москву. Ему было 19 лет, он начал лечение и реабилитацию, под руководством матери учился обслуживать себя и вести независимую жизнь. Несмотря на инвалидность, Гуальтьеро был активным и общительным человеком.
В годы Великой Отечественной войны и в послевоенное время работал преподавателем и переводчиком итальянского языка. В 1947 году у него родился сын Франческо.
С конца 1950-х годов Гуальтиеро Мизиано стал активно выступать как певец, исполнял популярные итальянские и неаполитанские песни, писал тексты и адаптировал итальянские композиции для советской аудитории. Особую популярность приобрела песня ''Катерина'' (''Canzone da due soldi''), прозвучавшая на фестивале в Сан-Ремо в 1954 году в исполнении Раньери. Слова к песне написал Джузеппе Перотти (псевдоним Pinchi, 1900–1971), музыку — Карло Донида (1920–1998). Первым исполнителем этой песни на русском языке был Глеб Романов, позднее — Клавдия Шульженко, Леонид Утёсов (в джазовой манере), а также современные исполнители, включая Полину Агурееву и Олега Погудина.
Он работал с такими известными исполнительными музыкантами оркестров, как Николай Минх, Лаци Олах и менее известный Владимир Кадомцев. Его выступления часто проходили в концертных залах, на радио и в санаториях. Известно, что он выступал, находясь в инвалидной коляске.
В 1956 году начал выступать как певец, исполнявший итальянские и неаполитанские песни. Несмотря на инвалидность и то, что выступал в инвалидной коляске, он пользовался успехом у публики. В его репертуаре были как народные и современные итальянские песни, так и авторские композиции, посвящённые Москве, Ленинграду, первому Спутнику и русской зиме. Некоторые песни он переводил на русский язык сам.
В августе 1958 года состоялся его концерт в летнем театре городского парка культуры и отдыха Барнаула. Его песни отличались мелодичностью, светлым настроением, отражали душу итальянского народа и были близки советскому слушателю.
В 1982 году фирма "Мелодия" выпустила виниловый диск с итальянскими песнями в его исполнении.
Свидетельства современников подтверждают, что в 1979 году он ещё был жив и отдыхал в подмосковном санатории Сенеж для политэмигрантов, где пел по вечерам.
Скончался в 1980 году. Урна с прахом захоронена в колубарии Донского кладбища.

### Память
Гуальтьеро Мизиано остался в памяти семьи и слушателей как яркий пример культурного посредника между Италией и СССР, человек с тяжёлой судьбой, сумевший реализовать себя в искусстве несмотря на физические ограничения.
По воспоминаниям племянника, искусствоведа Александра Мизиано, в их доме на улице Горького в Москве часто собирались видные деятели искусства, науки и политики, а домашние вечера завершались импровизированными концертами Вальтера.

### Семья
Отец — Франческо Мизиано (1884–1936), итальянский политик, антифашист, деятель Коммунистической партии Италии и советской киноиндустрии. Мать — Мария Анджеловна Конти (1889–1960), учительница, преподаватель иностранных языков. Сёстры — Каролина Мизиано, историк, преподаватель МГУ, Орнелла Мизиано — деятель советской культуры и переводчик. Гуальтиеро женился на Любови Антонвне Федьшерове, которая в возрасте 16 лет, во время Великой Отечественной войны, поступила на службу в эвакуационный госпиталь, где с ноября 1942 по январь 1944 года работала машинисткой и библиотекарем в составе действующей армии. В 1947 году у супругов родился сын — Франческо Мизиано, названный в честь деда.